# Кордебюгль
Кордебю́гль (фр. Cordebugle) — коммуна во Франции, находится в регионе Нижняя Нормандия. Департамент коммуны — Кальвадос. Входит в состав кантона Лизьё 1-й кантон. Округ коммуны — Лизьё.
Код INSEE коммуны — 14179.

## Население
Население коммуны на 2010 год составляло 139 человек.
| 1962 | 1968 | 1975 | 1982 | 1990 | 1999 | 2010 |
| ---- | ---- | ---- | ---- | ---- | ---- | ---- |
| 73   | 72   | 72   | 101  | 110  | 91   | 139  |

## Экономика
В 2010 году среди 91 человека трудоспособного возраста (15—64 лет) 75 были экономически активными, 16 — неактивными (показатель активности — 82,4 %, в 1999 году было 84,7 %). Из 75 активных жителей работали 73 человека (41 мужчина и 32 женщины), безработных было 2 (0 мужчин и 2 женщины). Среди 16 неактивных 7 человек были учениками или студентами, 3 — пенсионерами, 6 были неактивными по другим причинам.